# 牛斗 (嘉靖進士)
牛斗（1503年—？），字雲章，號楚坡，直隸淮安府山陽縣人，民籍，明朝政治人物。

## 生平
牛氏为当地望族，牛斗早年与沈坤、朱曰藩、李春芳、吴承恩、张侃、倪润为友。嘉靖十年（1531年）辛卯科應天府鄉試第二十九名舉人。嘉靖十四年（1535年）中式乙未科三甲進士。授浙江會稽知縣，升户部主事，嘉靖二十一年（1542年）謫任曲周縣知縣。

## 轶事
在归庄《归庄集》（卷六）中记载：牛斗与蔡昂均为山阳人，牛斗早于蔡昂中举，蔡昂于正德九年甲戌科登进士（探花）。两人才能相当却无法相容，蔡昂之后担任会试同考官，阅《礼经》卷，得一卷，称：“必然是牛斗。”之后扔掉，到发榜时候果然如他所料。就这样，蔡昂连续三科压制牛斗。至嘉靖十四年乙未科，蔡昂仍然担任会试主考官，阅各房进呈上的荐卷，在《礼记》房中见一卷，认定必为牛斗之卷，于是摘其小疵，涂抹扔掉，之后在落卷之中随意抽取一卷充数。到拆封填榜时，才发现涂抹者乃是他人的卷子，而在落卷中随意抽取者则是牛斗。“蔡昂欲压抑他人而弄巧成拙，牛斗实属不幸中之大幸也”。

## 家族
曾祖牛俊，曾任驛丞；祖父牛雄；父牛璠，號東仁，曾任知州致仕，進階朝列大夫。母李氏，封宜人。具庆下。兄牛山（州吏目）。